# Sonate op. 113 für Harfe und Violine (Spohr)
Die Sonate op. 113 für Harfe und Violine ist das bekannteste unter den Duos, die Louis Spohr für die gemeinsam mit seiner Frau, der Harfenistin Dorette Spohr, unternommenen Konzertreisen komponierte. Sie entstand 1806, wurde jedoch erst 1841 im Verlag Schuberth und Comp. im Druck veröffentlicht und erhielt so ihre hohe Opuszahl. Das Stück steht in D-Dur; aufgrund der transponiert notierten Harfenstimme wird die Tonart jedoch fälschlich oft als Es-Dur angegeben.

## Erstdruck
Der Titel des Erstdrucks lautet:

„SONATE CONCERTANTE pour Harpe ou Pianoforte et Violon ou Violoncelle composée par LOUIS SPOHR.“

Darunter finden sich nebeneinanderstehend die drei Angaben: „O. 113“, „O. 114“ und „O. 115“, von denen die erste von Hand unterstrichen ist. Schuberth ließ also für die drei zusammengehörenden, aber in Einzelheften veröffentlichten Sonaten op. 113, 114 und 115 ein einziges Titelblatt stechen, auf dem dann von Hand das im jeweiligen Heft enthaltene Stück gekennzeichnet wurde – ein Verfahren, das bei Musikverlagen noch bis ins 20. Jahrhundert üblich war.

## Notierung, Tonart und Besetzung
Der Erstdruck ist kein Partitur-, sondern ein Stimmendruck. Er besteht aus einer Harfenstimme (in der also, anders als heute üblich, die Violinstimme nicht mitgedruckt ist), die in Es-Dur steht, sowie aus zwei Violinstimmen, einer in D-Dur und einer einen Halbton höher in Es-Dur. Auf der ersten Seite der D-Dur-Stimme findet sich die Anmerkung:

„Diese Original Violinstimme ist vom Componisten für die gemeiniglich einen halben Ton tiefer stehenden Harfen bestimmt, daher die Harfe im Kammerton, entweder einen halben Ton tiefer oder die Violine um so viel höher zu stimmen ist. Bei Pianoforte Ausführungen namentlich aber, hat der Violinist einen halben Ton höher zu stimmen, oder sich der von der Verlagshandlung gratis beigefügten Stimme zu bedienen.“

Diese „gratis beigefügte Stimme“ ist die Es-Dur-Violinstimme; in ihr sind einige Doppelgriffe, die in der D-Dur-Fassung nur mithilfe von leeren Saiten ausgeführt werden können, anders gelegt. Die Formulierung der Anmerkung ebenso wie die Tatsache, dass die D-Dur-Stimme Fingersätze enthält, wie Spohr sie seinen Violinstimmen immer mitgegeben hat, in der Es-Dur-Stimme die Fingersätze aber fehlen, weisen darauf hin, dass die Transposition der Violinstimme nach Es-Dur nicht auf den Komponisten selbst zurückgeht, sondern vom Verlag veranlasst wurde. Die von Spohr gemeinte Tonart ist somit D-Dur. Zu Anfang des 19. Jahrhunderts neigten die noch unvollkommen entwickelten Harfensaiten zum Reißen. Vermutlich setzte Spohr das Stück deshalb für eine um einen Halbton tiefer gestimmte Harfe – deren Saiten dadurch unter einer geringeren Spannung standen – und notierte die Harfenstimme folgerichtig einen Halbton höher, in Es-Dur. Als er das Stück fünfunddreißig Jahre später zur Veröffentlichung gab, besaß es für ihn keinen Aufführungswert mehr (Dorette Spohr war 1834 gestorben, hatte aber schon vorher aus gesundheitlichen Gründen das Harfespielen aufgeben müssen); vielleicht hatte er sich aber auch kompositorisch zu weit davon wegentwickelt, um sich noch dafür zu interessieren. So könnte er dem Verleger die Freiheit eingeräumt haben, das Stück unter Rentabilitätsgesichtspunkten einzurichten – weder die ungünstige transponierende Notierung noch das wenig verbreitete Instrument Harfe ließen für die Originalfassung einen kostendeckenden Verkaufserfolg erwarten.
Schon daher ist auch fraglich, ob die Einrichtung der Harfenstimme für Klavier auf Spohr zurückgeht. Seite 1 der Harfenstimme enthält die Fußnote: „Die mit kleinen Noten gestochenen Systeme sind auf dem Pianoforte bequemer und für die Harfe zum Theil leichter.“ Für eine Reihe einzelner Takte, aber auch für längere Passagen sind in Ossia-Systemen Alternativen angegeben, die vor allem diejenigen Akkorde, die wegen der auf der Harfe weiteren Handspanne auf dem Klavier nicht ausführbar sind, auf ein auf dem Tasteninstrument spielbares Maß zusammenlegen oder verkürzen. Sie machen allerdings einen zaghaften Eindruck, fehlen auch bei allen auf dem Klavier spielbaren, aber schlecht klingenden Strukturen. Durchweg lassen sie die Harfenstimme in einer extrem hohen Lage, die Spohr vielleicht gewählt hat, um den wegen der Tieferstimmung der Harfe dumpfer gewordenen Klang aufzuhellen, und verzichten auf die Reduktion zu dicker, auf der Harfe voll, auf dem Klavier aber verklumpt klingender Akkorde. Spohr hat in einer ganzen Reihe von Kammermusikwerken mit Klavier bewiesen, dass er sehr wohl einen idiomatischen, ausgezeichnet klingenden Klaviersatz zu schreiben vermochte. Vermutlich gehen auch diese Änderungen nicht auf ihn selbst zurück.

## Musikalische Struktur
Wie die Reihenfolge der Instrumente im originalen Titel – zuerst die Harfe, dann die Violine – noch im Jahr 1841 andeutet, steht Spohrs Sonate in der aus der Mitte des 18. Jahrhunderts herstammenden Tradition der begleiteten Klaviersonate. Dennoch ist die aus vielen Violinsonaten Mozarts und insbesondere aus den wenig früher als Spohrs Komposition entstandenen Klaviertrios von Joseph Haydn bekannte Dominanz des Klaviers, dessen Rolle hier von der Harfe übernommen wird, schon sehr weitgehend aufgelöst. Sie scheint durch, wenn in der Exposition des ersten Satzes – der wie gewöhnlich in der Sonatensatzform steht – die Modulation in die Dominante (T.17-24), die Ausbreitung des Halbschlusses vor dem Seitenthema (T.32-38) und die erste Vorstellung des Seitenthemas (T.39-46), also der größte Teil der entscheidenden formalen Ereignisse, von der Harfe dominiert werden. Andererseits übernimmt die Violine die Führung in der ersten Tonika-Kadenz, die das Hauptthema beschließt (T.15-16) und schließt die lang ausgebreitete Hauptkadenz in der Dominante ab (T.70-73).
Gegenüber dem ersten Satz, für den die Anforderungen der damaligen Zeit einen geschlosseneren Bau verlangten, sind der Mittelsatz (Adagio) und der Schlusssatz lockerer gebaut. Dementsprechend ist die Freiheit der Verteilung der musikalischen Ereignisse auf die Instrumente sehr viel höher. Für den Schlusssatz, ein Rondo, wählte Spohr eine klare Aufgabenverteilung, bei der die Violine die eigentlichen Themen übernimmt, d. h. Strukturen, die eine eindeutige Hierarchie von (Violin-)Hauptlinie und (Harfen-)Begleitung aufweisen; der Harfe dagegen sind Modulationsabschnitte sowie virtuoses Laufwerk zugeordnet.